# Lippisch P.13a
Lippisch P.13a – eksperymentalny myśliwiec przechwytujący ze skrzydłem w układzie delta, napędzany silnikiem strumieniowym. Został zaprojektowany w 1944 r. przez Alexandra Lippischa. Choć pełny samolot nigdy nie powstał, próby z modelami w tunelu aerodynamicznym wykazały, że samolot był bardzo stabilny nawet przy prędkościach dochodzących do Mach = 2,6.
Samolot ten jest zaliczany do tak zwanego "Luftwaffe 46" - pojazdów powietrznych (oraz ich planów, projektów i prototypów), które mogłyby wejść do uzbrojenia Luftwaffe, gdyby wojna przeciągnęła się do 1946 r.

## Projekt i rozwój

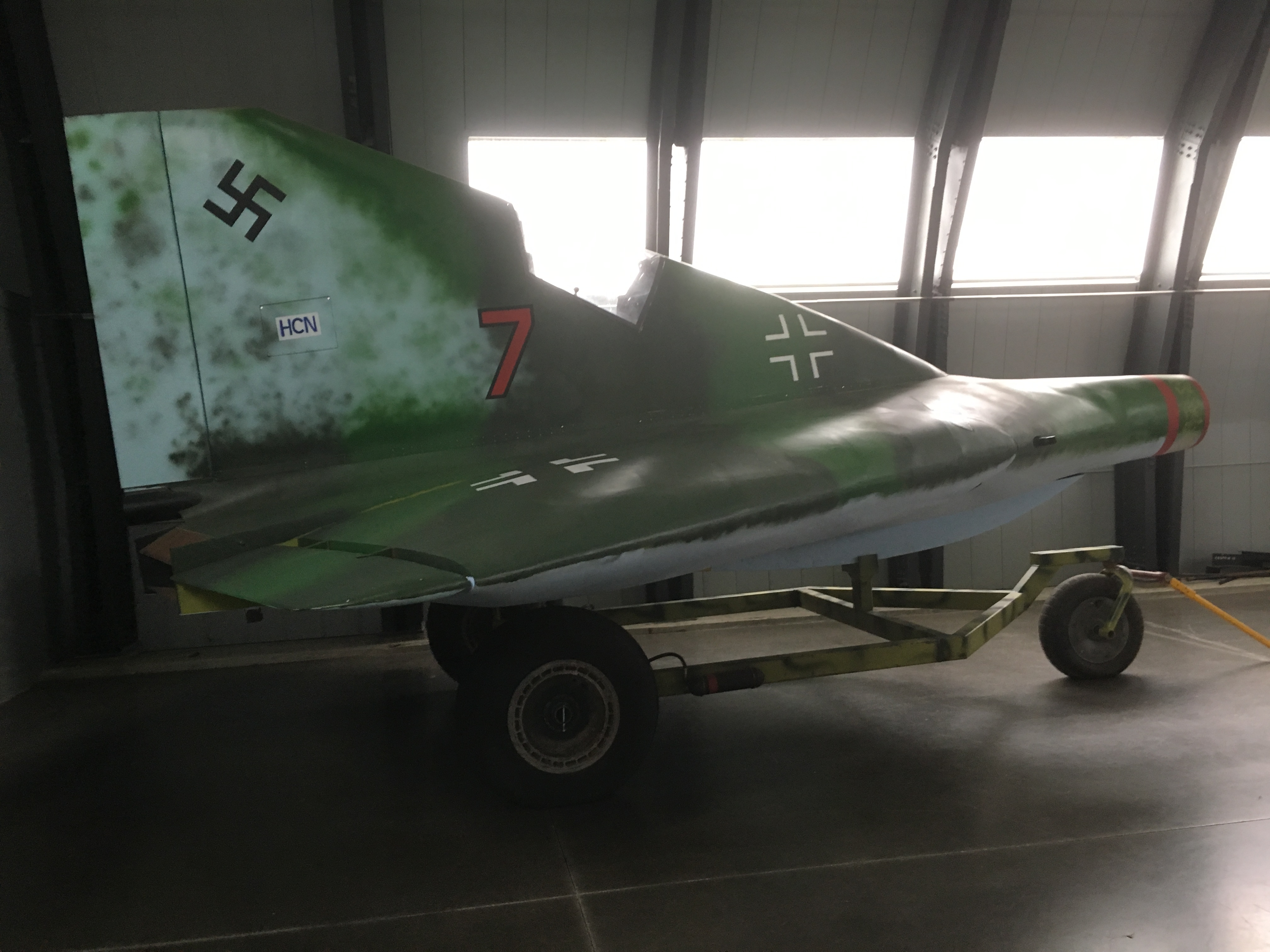
Makieta Lippisch P.13a

W 1944 Luftwaffe trapił poważny brak paliwa lotniczego. Lippisch zasugerował, że P.13a mógłby być zasilany koksem. W początkowej fazie projektu zaproponował, aby zbiornik paliwa (druciany kosz z koksem) zainstalować zaraz za wlotem powietrza, umieszczonym w nosie. Przeprowadzono testy w tunelu aerodynamicznym, poprawiając samolot tak, by uzyskać równiejsze i bardziej wydajne spalanie paliwa.
Ustalono, że koks powinien mieć formę małych granulatów, a nie nieregularnych grudek, zaś kosz zastąpiono bębnem obracającym się z prędkością 60 obrotów na minutę. Silnik miał zostać włączony po osiągnięciu prędkości 320 km/h. Przy starcie samolot korzystał z dodatkowego napędu rakietowego. Przepływające przez silnik powietrze miało porywać gazy spalinowe z płonącego koksu do komory sprężania, gdzie miały się mieszać z (pobranym z innego wlotu) powietrzem, a następnie zostać wyrzucone z tyłu samolotu, tworząc siłę odrzutu. Silnik (system zapłonu i bęben paliwowy) został zbudowany i przetestowane przez ekipę projektantów w Wiedniu pod koniec wojny.
Nie wiadomo, jakie uzbrojenie miałby nosić samolot. Sugerowane działka MK 103 okazały się za ciężkie dla tak małego samolotu, dlatego można przypuszczać, że w razie wprowadzenia P.13a do służby użyto by ciężkich karabinów maszynowych.

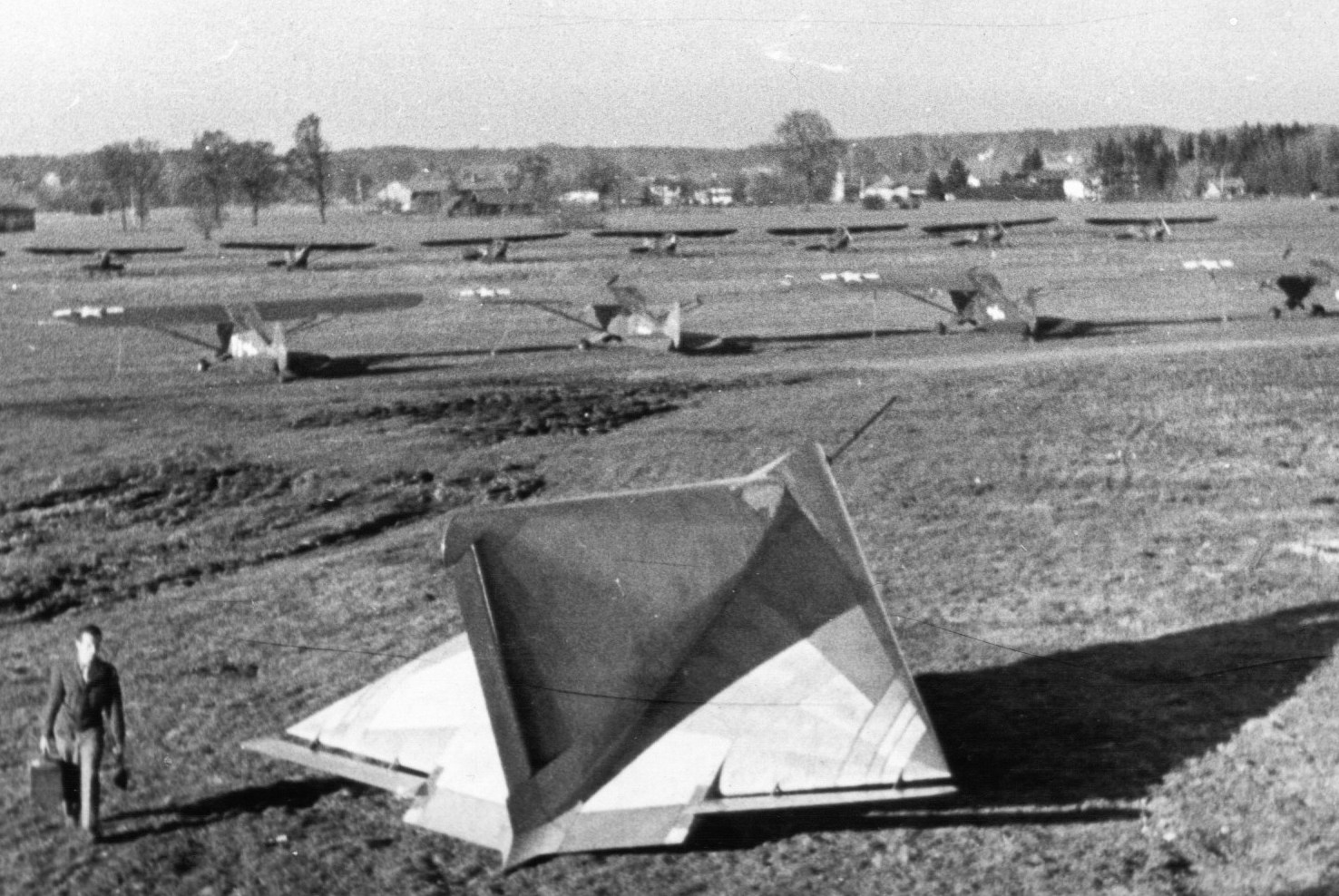
Szybowiec DM-1 na lotnisku

Do końca wojny udało się (choć nie całkowicie) zbudować prototypowy szybowiec - DM-1, który przechwyciły nacierające na III Rzeszę siły amerykańskie. Po przyłączeniu się do aliantów ekipa Lippischa dokończyła szybowiec i został on przetestowany. Według świadków, wynik testu był bardzo udany i NASA wykorzystała niektóre z elementów samolotu do budowy własnych maszyn w latach 50.
Na filmie uchwycono jedynie model (w zmniejszonej skali) użyty podczas testów szybowcowych w maju 1944 pod Spitzbergiem niedaleko Wiednia.
Po wojnie Lippisch współpracował z Convairem. Pewne elementy Lippischa P.13a wykorzystał w samolocie eksperymentalnym Convair XF-92. Projekt ten dał później początek takim maszynom jak Convair F-102 i Convair F-106.